# Liste der Naturdenkmale in Uttenweiler
| Naturdenkmale | Anzahl |
| ------------- | ------ |
| FND           | 0      |
| END           | 6      |
| Gesamt        | 6      |

Die Liste der Naturdenkmale in Uttenweiler nennt die verordneten Naturdenkmale (ND) der im baden-württembergischen Landkreis Biberach liegenden Gemeinde Uttenweiler. In Uttenweiler gibt es insgesamt sechs als Naturdenkmal geschützte Objekte, keines ist ein flächenhaftes Naturdenkmal (FND), alle sind Einzelgebilde-Naturdenkmale (END).
Stand: 1. November 2016.

## Einzelgebilde (END)
| Name                                             | Bild | Kennung     | Einzelheiten | Position | Fläche Hektar | Datum        |
| ------------------------------------------------ | ---- | ----------- | ------------ | -------- | ------------- | ------------ |
| Friedhofslinde bei der Kirche in Sauggart        | BW   | 84261240001 | Uttenweiler  | ⊙        | 0,0           | 9. Feb. 1952 |
| Kastanienbaum                                    | BW   | 84261240002 | Uttenweiler  | ⊙        | 0,0           | 9. Feb. 1952 |
| Linde auf Parz.1548, Ortsausgang nach Hailtingen | BW   | 84261240005 | Uttenweiler  | ⊙        | 0,0           |              |
| Linde                                            | BW   | 84261240004 | Uttenweiler  | ⊙        | 0,0           | 1. Juni 1971 |
| Stiel-Eiche im Gewann Kirchenesch in Ahlen       |      | 84261240003 | Uttenweiler  | ⊙        | 0,0           |              |
| 2 Linden                                         |      | 84261240006 | Uttenweiler  | ???      | 0,0           |              |
| Legende für Naturdenkmal                         |      |             |              |          |               |              |